# Distància angular
En matemàtiques (en particular en geometria i trigonometria) i en totes les ciències naturals (incloent l'astronomia, geofísica, etc.), la distància angular, separació angular o distància aparent entre dos objectes puntuals, observada des d'un punt diferent de qualsevol dels dos, és l'angle entre les dues direccions amb origen a l'observador i que apunten als dos objectes. La distància angular (o separació) és, per tant, sinònim de l'angle, però intenta suggerir la distància lineal (sovint gran i desconeguda) entre aquests objectes (per exemple: estrelles, tal com s'observen des de la Terra).

## Mesura
Com que la distància angular (o separació) és conceptualment idèntica a un angle, tots ells poden ser mesurats en les mateixes unitats, com poden ser graus o radiants, per mitjà d'instruments com poden ser goniòmetres o instruments òptics dissenyats especialment per apuntar en una direcció ben definida i registrar els angles corresponents (com pot ser un telescopi).

## Equació
Per calcular la distància angular en segons d'arc de sistemes estel·lars binaris, planetes extrasolars, objectes del sistema solar i altres objectes astronomics, usam la distància orbital (semieix major) en ua dividida per la distància estel·lar en parsecs.
{\displaystyle \theta _{D}={\frac {a}{D}}}